# Michael Wittmann (SS-Mitglied)

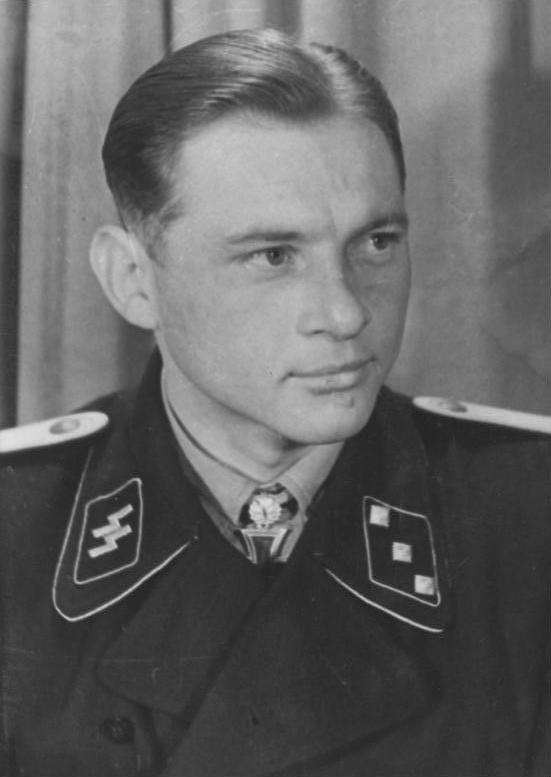
Michael Wittmann (1944), hier als SS-Untersturmführer (Presse-Illustration Heinrich Hoffmann)

Michael Wittmann (* 22. April 1914 in Vogelthal; † 8. August 1944 bei Saint-Aignan-de-Cramesnil, Frankreich) war ein deutscher SS-Hauptsturmführer der Waffen-SS.

## Leben
Nach dem Besuch der Volksschule arbeitete Wittmann in der elterlichen Landwirtschaft. Eine kurze Beschäftigung bei einer Molkerei folgte. 1934 meldete er sich freiwillig zum Reichsarbeitsdienst. Im Anschluss leistete er bis 1936 Wehrdienst beim Infanterieregiment 19, den er als Gefreiter abschloss. Wittmann arbeitete kurze Zeit in Ingolstadt als Gleisbauarbeiter.

### SS-Mitgliedschaft
Im Alter von 22 Jahren trug er sich am 1. Oktober 1936 in die Erhebungslisten seiner örtlichen SS-Einheit ein. Im November des gleichen Jahres wurde er dem 1. Sturm der 92. SS-Standarte (SS-Nr. 311.623) in Ingolstadt zugeteilt. Am 1. April 1937 wechselte er zur SS-Verfügungstruppe. Am 5. April 1938 begann er als SS-Mann die Ausbildung bei der Leibstandarte-SS „Adolf Hitler“. Am 9. November 1938 erfolgte in der Münchener Feldherrnhalle die Vereidigung auf Adolf Hitler und die Beförderung zum SS-Sturmmann.
Wittmann soll mit seiner Panzerspähkompanie im März 1938 sowohl am Anschluss Österreichs wie auch im Oktober des gleichen Jahres an der Besetzung des Sudetenlands teilgenommen haben. Seine Beförderung zum SS-Unterscharführer erhielt Wittmann am 20. April 1939.
Er erhielt den SS-Ehrendegen sowie den SS-Ehrenring für sein Wirken.

### Zweiter Weltkrieg
Beim Überfall auf Polen 1939 und beim Einmarsch in Frankreich 1940 diente Wittmann als Angehöriger einer Aufklärungsabteilung. Er kam bei Rotterdam und Dünkirchen (siehe Schlacht um Dünkirchen), an der Somme, an der Marne sowie in Flandern zum Einsatz.
Im Balkanfeldzug im April 1941 befehligte er als Panzerkommandant eines der ersten sechs Sturmgeschütze III (Ausf. A) der Leibstandarte und erhielt das Eiserne Kreuz II. Klasse. Für seinen Einsatz beim Unternehmen Barbarossa wurde er mit dem Eisernen Kreuz I. Klasse ausgezeichnet.
Nach dem Besuch der SS-Junkerschule Bad Tölz vom 4. Juni bis 5. September 1942 wurde Wittmann zum SS-Untersturmführer befördert. Seit Beginn des Jahres 1943 kommandierte Wittmann einen Tiger-Panzer.

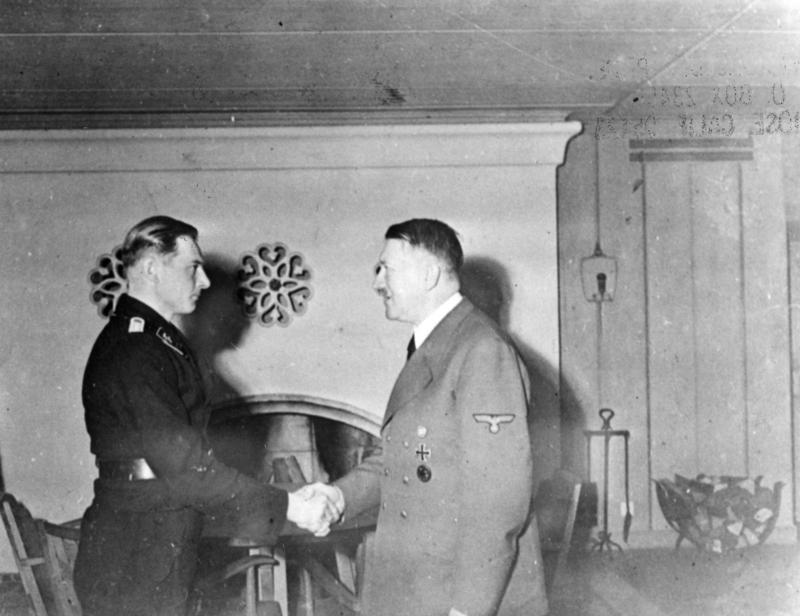
Wittmann am 30. Januar 1944 bei Adolf Hitler

Am 14. Januar 1944 überreichte Joachim Peiper Wittmann vor laufender Kamera einer Propagandakompanie für die Zerstörung von 66 feindlichen Panzern das Ritterkreuz des Eisernen Kreuzes. Nach weiteren gemeldeten Abschüssen erhielt er am 30. Januar 1944 das Eichenlaub zum Ritterkreuz des Eisernen Kreuzes (380. Verleihung). Die NS-Propaganda erklärte Wittmann zum Nationalhelden. Er wurde (wie auch andere Ritterkreuzträger) bei öffentlichen Auftritten gefeiert.
Am 1. März 1944 heiratete er seine Verlobte Hildegard Burmester.
Am 12. Juni – nach der Landung der Alliierten – wurde Wittmann in die Normandie verlegt. Als Kompaniechef der Schweren SS-Panzer-Abteilung 101 kämpfte er gegen britische Panzerverbände. Während der Schlacht um Villers-Bocage konnte er zusammen mit seiner Kompanie dem Gegner schwere Verluste zufügen, bis eine Panzerabwehrkanone sein Fahrzeug bewegungsunfähig schoss. Er und seine Besatzung konnten entkommen und erreichten die eigenen Linien. Für diesen Einsatz erhielt er am 22. Juni 1944 die Schwerter zum Ritterkreuz des Eisernen Kreuzes (71. Verleihung). Bald darauf wurde er zum SS-Hauptsturmführer befördert und ihm wurde ein Lehrposten bei der Panzertruppenschule angeboten, den er jedoch ablehnte. Wittmann kehrte an die Front zurück.
Am 8. August 1944, zu Beginn der Kämpfe um den Kessel von Falaise, stieß Wittmann in der Nähe von Saint-Aignan-de-Cramesnil, auf der Straße von Caen nach Falaise, auf fünf amerikanische M4 Sherman. Die gegnerischen Panzer nahmen ihn von drei Seiten unter Feuer und trafen das Munitionslager. Bei der dadurch ausgelösten Explosion wurde der Turm weggeschleudert, kein Besatzungsmitglied überlebte. Wittmann wurde dort begraben. Im März 1983 wurden seine sterblichen Überreste gefunden und später auf den Soldatenfriedhof von La Cambe, 55 km nordwestlich von Caen, umgebettet. Im Juli 2015 wurde die Grabplatte des Grabes von Unbekannten entwendet.
Er erhielt das Panzerkampfabzeichen in Silber, das Verwundetenabzeichen (1939) in Schwarz sowie das Ritterkreuz des Eisernen Kreuzes mit Eichenlaub und Schwertern für seine Kriegseinsätze.

## Rezeption

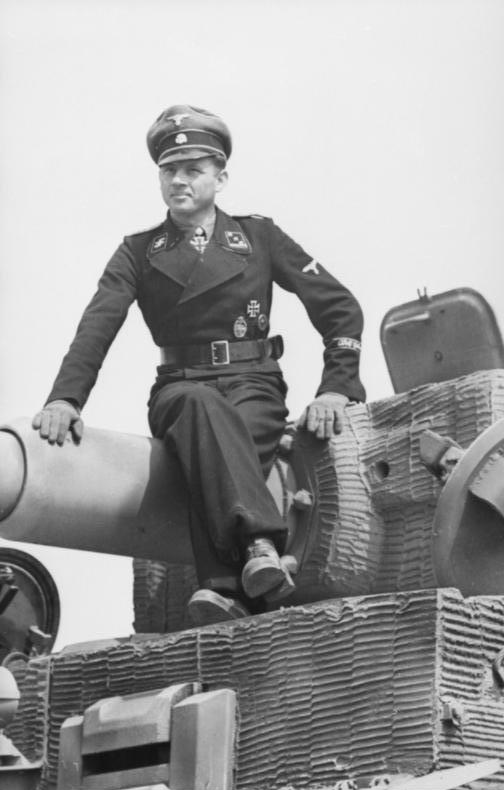
Michael Wittmann (Nordfrankreich, Mai 1944), Foto der Propagandakompanie PK 698

Michael Wittmann wurde in der Propaganda wegen der ihm zugeschriebenen Zerstörung von 138 gegnerischen Panzern und 132 Panzerabwehrkanonen als einer der „erfolgreichsten Panzerkommandanten des Zweiten Weltkrieges“ verherrlicht. Mit zerstörten 117 Panzern seien die meisten Abschüsse in die Zeit an der Ostfront gefallen. Eine ähnlich hohe Abschusszahl wurde auf deutscher Seite nur den Panzerkommandanten Kurt Knispel und Otto Carius zugeschrieben.
Der deutsche Historiker Sönke Neitzel bezeichnet Wittmann als den „angeblich erfolgreichsten Panzerkommandanten des Zweiten Weltkrieges“ und konstatiert einen „Heldenkult um Wittmann“, der in kaum einem populären Buch über die Waffen-SS fehle. Laut Neitzel sind „Erfolgszahlen von hochdekorierten Panzerkommandanten […] mit einer gewissen Vorsicht zu behandeln“, da es sich im „Kampfgetümmel“ kaum zuverlässig ermitteln lasse, wer wie viele Panzer abgeschossen habe. Der deutsche Militärhistoriker Roman Töppel schließt sich dieser Schlussfolgerung weitgehend an, benennt Wittmann aber als einen Panzerkommandanten, der aufgrund seines Einsatzes bei Villers-Bocage am 12. Juni 1944 eine besondere Aufmerksamkeit der deutschen Propaganda erhalten hatte.